# جوزيف برين
جوزيف ديفيد برين (بالإنجليزية: Joseph Brain)‏ (مواليد 1940) باحث فيسيولوجي وباحث في مجال الصحة البيئية في الولايات المتحدة، وأستاذ في علم وظائف الأعضاء البيئية في جامعة هارفارد.

## حياته
ولد برين في باترسون، نيو جيرسي وتم تربيته في واين، نيو جيرسي، وحضر مدرسة ثانوية في شمال هاليدون، نيو جيرسي، وبعد ذلك ذهب في عام 1957 إلى جامعة تايلور في أوبلاند، إنديانا، حيث تخصص في العلوم الفيزيائية. بعد تخرجه من (then) كلية تايلور، عُرض على برين زمالة الدراسات العليا (1961-1966) في جامعة هارفارد.

## تعليمه
- شهادة الثانوية العامة، 1957، المدرسة الثانوية الشرقية، هاليدون الشمالية، نيو جيرسي
- الشهادة الجامعية الأولى عام1961، جامعة تايلور، أوبلاند، إنديانا
- ماجستير، 1962، كلية هارفارد بولسون للهندسة والعلوم التطبيقية - منحة دانفورث للدراسات العليا (1961-1966)
- ماجستير، 1963، كلية هارفارد بولسون للهندسة والعلوم التطبيقية - منحة دانفورث للدراسات العليا (1961-1966)
- ماجستير 1966، كلية تشان للصحة العامة - في مؤسسة دانفورث للزمالة العليا (1961-1966)

## عمله
يعمل برين حاليا مع فيليب درينكر أستاذاً لفسيولوجيا البيئة في جامعة هارفارد، كلية تشان للصحة العامة. بعد التخرج من تايلور، عُرض على برين دانفورث زمالة الدراسات العليا (1961-1966) في جامعة هارفارد.
يشارك برين في تعاون مدته خمس سنوات بين جامعة مالايا وجامعة هارفارد في البحث عن علاج أكثر فعالية لأمراض الرئة من خلال طب النانو. منذ عام 1998 كان مدير مركز كريسج للصحة البيئية في جامعة هارفارد.

## حياته الشخصية
يعيش برين في إسيكس، ماساتشوستس وهو متزوج. عمل في مجلس أمناء جامعة تايلور من 1988-2009.

## جوائزه
- هيئة الطاقة الذرية الأمريكية في الفيزياء الصحية 1961-1962
- دانفورث زمالة الدراسات العليا 1961-1966
- أوسفس الزمالة الصحة الإشعاعية 1962-1966
- جائزة البحث والتطوير الوظيفي 1969-1974
- جائزة محاضرة (جامعة بيتسبرغ) 1981
- رجال ونساء أمريكا للعلوم 1982
- خريج السنة، جامعة تايلور 1984
- زميل، الجمعية الأمريكية لتقدم العلوم 1987
- نيه ميريت أوارد 1987-1995
- هنري تشادويك ميدال، ماساشوسيتس ثوراسيك سوسيتي 1993
- أستاذ فخري ب جامعة هواتشونغ للعلوم والتكنولوجيا، 1999، ووهان، الصين

## وصلات خارجية
- Harvard-NIEHS Center for Nanotechnology and Nanotoxicology
- Taylor University profile of Joseph D. Brain, Taylor alum